# Палацо Адриано
Пала̀цо Адриа̀но (на италиански: Palazzo Adriano, на сицилиански Palàzzu, Палацу, на арбърешки Pallaci, Палаци) е село и община в Южна Италия, провинция Палермо, автономен регион и остров Сицилия. Разположено е на 695 m надморска височина. Населението на общината е 2202 души (към 2010 г.).
В това село е живяло албанско общество, наречено арбъреши. Те са се заселили в този район между XV и XVIII век като бежанци от Албанските земи под османско владичество. Въпреки че днес няма повече арбърешки жители, градче Палацо Адриано още се счита културно като част от етнографическия район Арберия.